# Cmd.exe

cmd.exe in esecuzione su Windows 7

In informatica cmd.exe è la principale shell a riga di comando dei sistemi operativi di famiglia Windows NT.

## Descrizione
La sintassi dei comandi si basa su quella impiegata in command.com e in generale nei  file batch, per cui spesso le due applicazioni vengono confuse, ma le differenze tra le due shell sono profonde: command.com è un'applicazione a 16 bit mantenuta per compatibilità con MS-DOS e i sistemi operativi della famiglia Windows 9x, pertanto sui sistemi di famiglia NT viene eseguita all'interno della macchina virtuale NTVDM, con conseguente calo di prestazioni.
- Al contrario, cmd.exe è un'applicazione console a 32 bit, che viene eseguita nativamente da Windows e che supporta tutta una serie di funzionalità aggiuntive rispetto a command.com, che sono state aggiunte via via nelle versioni successive di Windows: ad esempio numerose estensioni ai comandi IF, SET e FOR, l'espansione ritardata dei parametri, la cronologia dei comandi accessibile tramite i tasti freccia, il completamento automatico dei percorsi (disattivato di default prima di Windows XP).

Dovendo rimanere comunque retrocompatibile con il linguaggio batch, la shell cmd.exe rimane piuttosto limitata rispetto alle shell più diffuse in ambito *nix (come sh, bash, csh, tcsh, ksh, per citare le più note); per ovviare a questa mancanza Microsoft nel tempo ha sviluppato altre soluzioni di scripting, come Windows Script Host e Windows PowerShell.

### Sintassi
Ogni comando può essere interno, che viene interpretato dall'applicazione, o un comando esterno che corrisponde a un file eseguibile presente nella cartella System32, il cui standard output viene rediretto nella console. Ogni comando può avere argomenti, che vengono elencati dopo il nome del comando e sono tutti stringhe, essendo batch un linguaggio non tipizzato. Batch presenta alcune forme di strutture di controllo, che tuttavia non possono essere utilizzate nella shell, ma solo negli script.
Comandi interni
- OS/2

Di seguito è riportato un elenco dei comandi cmd.exe interni di Microsoft OS / 2:
- break
- chcp
- cd
- chdir
- cls
- copy
- date
- del
- detach
- dir
- dpath
- echo
- erase
- exit
- for
- goto
- if
- md
- mkdir
- path
- pause
- prompt
- rd
- rem
- ren
- rename
- rmdir
- set
- shift
- start
- time
- type
- ver
- verify
- vol

150 altri comandi